# Östfolksmedaljen

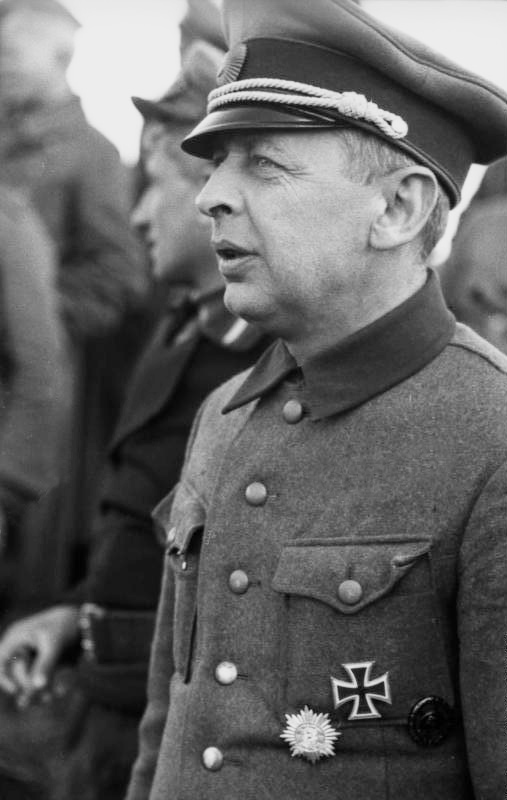
Brigadeführer Bronislav Kaminskij med (från vänster) Östfolksmedaljen, Järnkorset av första klassen och Såradmärket i svart.

Östfolksmedaljen (tyska Tapferkeits- und Verdienstauszeichnung für Angehörige der Ostvölker) var en tysk militär utmärkelse som tilldelades militärer från Sovjetunionen som hade bytt sida och stred för Nazityskland.

## Klasser
- Första klass – i guld eller silver
- Andra klass – i guld, silver eller brons

### Webbkällor
- ”Ostvolk Medal” (på engelska). Axis History. Arkiverad från originalet den 11 oktober 2014. https://www.webcitation.org/6TFoFotIu?url=http://www.axishistory.com/whats-new/360-germany-unsorted/militaria/8808-ostvolk-medal. Läst 11 oktober 2014.